# Вахсудан ибн Мухаммад
В 941 году Вахсудан и его брат Марзубан ибн Мухаммад с молчаливого одобрения своей матери свергли и заключили в тюрьму своего отца Мухаммеда, чье суровое правление оттолкнуло многих его подданных. Вахсудан сменил Мухаммеда на посту правителя Тарума. Однако к Мухаммеду подошел Абу’л-Касим Джафар б. 'Али, визирь правителя Азербайджана Дайсама. Джафар, бежавший из Азербайджана, предложил Марзубану возможность свергнуть своего хозяина и взять на себя управление провинцией. Джафар, Марзубан и Вахсудан были исмаилитами, что, возможно, объясняет решение Джафара обратиться к ним. В любом случае Марзубан согласился и вторгся в Азербайджан. Войска дайламитов Дайсама перешли на сторону Салларидов, и Марзубан смог занять Ардебиль и Тебриз, а Дайсам бежал к ардзрунидам Васпуракана.
Хотя Марзубан сделал Джафара своим визирем, последний начал опасаться за свое положение. Он отправился в Тебриз и пригласил туда Дайсама, а затем убил даиламитских лидеров города. Дайсам вернулся и заручился поддержкой курдов, которые были недовольны администрацией Марзубана. Однако Марзубан и его дайламиты разгромили их и осадили Тебриз. Он убедил Джафара покинуть сторону Дайсама; Джафар был лишен должности визиря, хотя позже был восстановлен в должности. Однако Дайсаму и его последователям удалось бежать из Тебриза до его падения и добраться до Ардебиля. Марзубан с помощью своего брата Вахсудана осадил город. Он подкупил визиря Дайсама, чтобы тот убедил его сдаться, что он и сделал в 942 или 943 году. Дайсаму было разрешено взять на себя управление замком Марзубана в Таруме. Однако жители Ардебиля были наказаны за свою измену; На них была наложена тяжелая дань, и им пришлось разобрать городскую стену.
Примерно в 948 году Марзубан, разгневанный оскорблением, которое его посланник получил от буидского эмира Джибала Рукна ад-Давлы, решил в качестве наказания захватить город Рэй. Рукну ад-Дауле удалось задержать кампанию Марзубана дипломатическими средствами, дав ему время собрать подкрепление от своих братьев. При Казвине армия Марзубана потерпела поражение, и он попал в плен.
Офицеры Дайламита, которым удалось бежать из битвы при Казвине, решили сплотиться вокруг отца Марзубана Мухаммеда, который все еще находился в тюрьме. Они освободили его и заняли Ардебиль, но Мухаммед вскоре оттолкнул их и был вынужден бежать в Тарум. Вахсудан заключил его в тюрьму и отправил Дайсама в Азербайджан, в надежде, что он сможет помочь сыновьям Марзубана против армии, посланной Рукном ад-Даулой и возглавляемой Абу Мансуром Мухаммадом. Последний вскоре решил уйти, позволив Дайсаму захватить Азербайджан. Эта кратковременная слабость центральной администрации позволила Равадидам и Шаддадидам взять под свой контроль территории к северо-востоку от Тебриза и Двина соответственно.
В 953 году Марзубан сбежал из тюрьмы и послал армию, чтобы отстранить Дайсама от власти. Армия Салларидов разбила его под Ардебилем и заставила бежать в Армению. В 954/5 году Марзубан заключил мир с Рукном ад-Даулой, который женился на его дочери. Он также восстановил свою власть в других частях Азербайджана. Он изгнал Шаддадидов из Двина; Равадиды сохранили свою территорию, но были вынуждены платить дань. Вахсудан был назначен своим братом Марзубаном своим преемником. Однако, когда Вахсудан пришел в Азербайджан, командиры крепостей отказались сдаться ему, признав вместо этого сына Марзубана Юстана I ибн Марзубана I своим преемником. Не сумев установить свою власть в провинции, Вахсудан вернулся в Тарум; Юстан был признан правителем Азербайджана, а его брат Ибрагим I ибн Марзубан стал правителем Двина. Юстана, похоже, интересовал прежде всего свой гарем, и этот факт оттолкнул некоторых из его сторонников, хотя он и Ибрагим успешно подавили восстание внука халифа аль-Муктафи в 960 году.
Вскоре после этого Юстан и еще один брат Насир прибыли в Тарум, где они были предательски заключены в тюрьму Вахсуданом, который послал своего сына Исмаила захватить Азербайджан. Ибрагим собрал армию в Армении, чтобы противостоять Исмаилу, что побудило Вахсудана казнить Юстана, его мать и Насира. Ибрагим был изгнан из Азербайджана Исмаилом, но сохранил свою власть в Двине.
Однако Исмаил умер в 962 году, позволив Ибрагиму оккупировать Азербайджан. Затем он вторгся в Тарум и заставил Вахсудана бежать в Дайламан. В 966 году Вахсудан победил Ибрагима, и к нему присоединились дезертировавшие солдаты последнего. Затем Ибрагим сбежал к своему зятю Буиду Рукн ад-Дауле, а Вахсудан поселил своего сына Нуха в Азербайджане. Рукн ад-Даула послал армию под своим визирем, чтобы восстановить Ибрагима в Азербайджане, а Вахсудан был на время изгнан из Тарума. Однако в 967 году он снова послал армию, которая сожгла Ардебиль, прежде чем Ибрагим заключил мир со своим дядей, уступив ему часть Азербайджана. Вскоре после этого Вахсудан умер, и ему наследовал Марзубан II ибн Исмаил.